# Alexander John Majeski
Alexander John Majeski (29 tháng 8 năm 1920 – 10 tháng 3 năm 1974) là một kiến trúc sư người Mỹ hành nghề từ giữa thế kỷ 20 tới cuối thế kỷ 20 ở Connecticut, New York, New Jersey và Pennsylvania.

## Tiểu sử
Sinh ra ở Waterbury, Connecticut, ông tốt nghiệp khoa kiến trúc Viện Pratt năm 1943. Năm 1970, ông trú tại số 812 Olive Street, 794, St. Louis, Missouri 63101. Ông là Đại úy Hải Quân Hoa Kỳ từ năm 1943 tới năm 1946. Ông mất ngày 10 tháng 3 năm 1974.

## Sự nghiệp
Majeski gia nhập New Hampshire Chapter thuộc Viện Kiến trúc Hoa Kỳ năm 1947 và làm chủ tịch nhiệm kì 1966 và 1967. Ông đăng ký hành nghề ở Connecticut và New Hampshire. Ông làm thanh tra cho Federal Housing Administration ở Manchester, New Hampshire từ năm 1948 tới năm 1951, và là thành viên Ủy ban Kế hoạch và Phát triển New Hampshire từ năm 1952 tới năm 1954.

## Công trình
- 1963: Trường cấp ba Goffstown (Goffstown, New Hampshire)]][3]
- 1965: Nhà thờ Blessed Elizabeth Seton, bây giờ là Nhà thờ St. Elizabeth Seton (Bedford, New Hampshire)[3]
- 1967: New Hampshire Supply (Manchester, New Hampshire)[3]
- 1968: Henschel Shoe Company (Littleton, New Hampshire) Lưu trữ ngày 31 tháng 12 năm 2019 tại Wayback Machine Lưu trữ ngày 31 tháng 12 năm 2019 tại Wayback Machine[3]
- 1969: Trạm cứu hỏa Goffstown (Goffstown, New Hampshire) Lưu trữ ngày 1 tháng 10 năm 2020 tại Wayback Machine Lưu trữ ngày 1 tháng 10 năm 2020 tại Wayback Machine[3]